# Svenska Cellulosa
Svenska Cellulosa AB SCA (NASDAQ OMX: SCA A, NASDAQ OMX: SCA B) (indtil 1974 Svenska Cellulosa AB) eller SCA er en svensk producent af papirmasse, papir, pap, savet træ og træpiller. Virksomheden er tilstede i alle verdensdele gennem helt eller delvist ejede datterselskaber.
Svenska Cellulosa AB blev etableret i 1929 af Ivar Kreuger som fusionerede fire koncerner: Munksund AB, Holmsunds AB, Sundsvallsbolagen og Kramfors AB.
SCA har omkring 37.000 ansatte og havde i 2012 en omsætning på 85 mia. svenske kroner. Det er Europas største private ejer af skov og koncernens skovbrugsdivision forvalter omkring 2,6 mio. hektar.
Koncernen havde tidligere hovedkontor i Sundsvall, det blev i 1990'erne flyttet til Stockholm og ligger i Waterfront Building. Koncernen er børsnoteret på Stockholmsbörsen.
Mellem 1975, hvor Mölnlycke AB blev overtaget, og 2017 hvor Essity blev fraskilt og noteret på Stockholmsbörsen, var SCA også en producent af hygiejneprodukter med varemærker som: Libero (børnebleer), Libresse (menstruationsbind), Edet (toiletpapir og husholdningspapir), TENA (inkontinensbind) og Tork (blødt papir til Erhvervskunder).